# Municipio de Patoka (Illinois)
El municipio de Patoka (en inglés: Patoka Township) es un municipio ubicado en el condado de Marion en el estado estadounidense de Illinois. En el año 2010 tenía una población de 1038 habitantes y una densidad poblacional de 11,46 personas por km².

## Geografía
El municipio de Patoka se encuentra ubicado en las coordenadas 38°47′1″N 89°4′43″O / 38.78361, -89.07861. Según la Oficina del Censo de los Estados Unidos, el municipio tiene una superficie total de 90.58 km², de la cual 90,51 km² corresponden a tierra firme y (0,08 %) 0,07 km² es agua.

## Demografía
Según el censo de 2010, había 1038 personas residiendo en el municipio de Patoka. La densidad de población era de 11,46 hab./km². De los 1038 habitantes, el municipio de Patoka estaba compuesto por el 99,33 % blancos, el 0,48 % eran amerindios, el 0,19 % eran de otras razas. Del total de la población el 1,06 % eran hispanos o latinos de cualquier raza.